# المؤيد بن المتوكل
إبراهيم بن جعفر المتوكل (توفي 866) اشتهر بلقبه المؤيد، كان أميراً عباسياً، وهو الابن الثالث للخليفة العباسي المتوكل على الله، وكان والي الشام من 850 إلى 861 وكان أيضاً الثالث في ترتيب العرش العباسي.
كان المؤيد شقيق كلّاً المنتصر والمعتز، وكلاهما سيصبح في النهاية خلفاء أيضاً.

## الحياة
المؤيد هو ابن المتوكل وسريته إسحاق. كانت أندلسية وكانت من المفضلين لديه. كانت والدة أبنائه إبراهيم المؤيد وأبو أحمد (المستقبل الموفق). 
كان والده الخليفة المتوكل قد وضع خطة للخلافة تسمح لأبنائه بوراثة الخلافة بعد وفاته. سيخلفه أولاً ابنه الأكبر المنتصر ثم المعتز والثالث المؤيد.
في عام 849 رتب المتوكل لخلافته بتعيين ثلاثة من أبنائه ورثة وتكليفهم بإدارة وعائدات ولايات الخِلافة: حيث عُين الأكبر المنتصر وريثًا أولًا وتولى ولاية مصر والجزيرة وعائدات الايجارات في العاصمة سامراء. وكان المعتز مكلفا بالاشراف على ولاية خراسان. وعين المؤيد مسؤولاً عن الشام. 
بدا المتوكل وكأنه يؤيد المنتصر ومع ذلك بدا أن هذا قد تغير وخشي المنتصر من أن والده سيتحرك ضده. وبدعم ضمني من الفصيل التركي في الجيش خطط لاغتيال المتوكل الذي نفذه جندي تركي في 11 كانون الأول (ديسمبر) 861.
ثم انتصرت الأفواج التركية على المنتصر لإخراج إخوانه من الخلافة خوفا من الانتقام لمقتل والدهم في مكانهم، كان عليه أن يعين ابنه وريثًا. في 27 أبريل ، كتب 862 الأخوين ، المؤيد والمعتز ، بيانًا بالتنازل عن العرش. خلال فترة حكم المنتصر القصيرة (861-862)، أقنعه الأتراك بإزالة المعتز والمؤيد من الخلافة. عندما توفي المنتصر لأسباب مجهولة اجتمع الضباط الأتراك وقرروا تنصيب ابن عم الخليفة الراحل المستعين بالله (ابن شقيق المتوكل) على العرش. 
واجه الخليفة الجديد على الفور تقريبًا أعمال شغب كبيرة في سامراء وقد تم قمع مثيري الشغب من قبل الجيش لكن الخسائر في كلا الجانبين كانت فادحة. شعر المستعين بالقلق من أن المعتز أو المؤيد يمكن أن يضغطوا على مطالبهم بالخلافة، حاول أولاً شرائهم ثم ألقى بهم في السجن. 
في عام 866 ، أطيح بالمستعين ووصل المعتز إلى السلطة. فور توليه الخليفة الجديد ، أعدم المعتز الخليفة السابق المستعين. الجيش التركي ، بعد مشاجرة مع قوات المغاربة وحولوا دعمهم الآن إلى المؤيد. غضب الخليفة الغيور من هذا المأزق وسجن شقيقه المؤيد وريث العرش مع شقيق آخر أبو أحمد الموفق بالله الذي قاد الجيوش بشجاعة في الكفاح الأخير إلى جانبه.
حاول الأتراك إطلاق سراحه لكن المعتز الأكثر انزعاجًا قرر وفاته. تم اختناقه في رداء ناعم (أو ، كما يقول آخرون ، مجمداً في سرير من الجليد) ؛ ثم عُرضت الجثة أمام المحكمة ، وكأنه ولكونه خالي من آثار العنف مات موتًا طبيعيًا (حيلة شفافة).

## ادعاء التحول إلى المسيحية
وشهدت هذه الفترة ظهور أسطورة مفادها أن أميرًا عباسيًا تحول إلى المسيحية تحت تأثير ثيودور الرها، واتخذ اسم "جون" وقتل بسبب ارتداده، الكسندر فاسيليف وهو مؤرخ روسي يتكهن بأن المؤيد ربما كان هو من اعتنق المسيحية. ومع ذلك لا يوجد أي سجل مسيحي أو إسلامي يربط المؤيد عن اعتناقه المسيحية أو ارتداده حتى في التكهنات الدينية. يبدو أن دوافع مقتله سياسية بحتة. لو أنه تحول بالفعل لكان قد أعطى المعتز ذريعة لقتله بتهمة الردة وتم تسجيله في كُتُب التاريخ ولكن يبدو أنها أسطورة شائعة استطاعت أن تنفذ من شائعات كثيرة. 

## أنظر أيضا
- عبد الله بن المعتز ابن شقيق المؤيد.
- المفوض ابن شقيقه المؤيد.